# Lomamyia occidentalis
Lomamyia occidentalis is een insect uit de familie van de Berothidae, die tot de orde netvleugeligen (Neuroptera) behoort. 
Lomamyia occidentalis is voor het eerst wetenschappelijk beschreven door Banks in Baker in 1905.